# Bari-Barletta-banen
Bari–Barletta-banen er en regional jernbanestrækning i den italienske region Apulien. Den drives af det private trafikselskab Ferrotramviaria.
Strækningen åbnedes i 1965 som erstatning for en smalsporet jernbanestrækning med damplokomotiver.
Fra engang i 1990'erne er strækningen blevet moderniseret bl.a. med dobbelstpor på en del af strækningen: november 2004 fra Bitonto til Ruvo, april 2005 fra Palese til Bitonto og januar 2006 fra Fesca til Palese.
Fra 22. december 2008 bliver den del af strækningen der ligger i selve Bari også anvendt af Baris bybane. Strækningen var tidligere kendt som Ferrovia Bari Nord, men kaldes nu Ferrovie del Nord Barese.
Den 12. juli 2016 klokken ca. 11:30 kolliderede to persontog frontalt nær Andria, nord for Bari.